# Hu Qili
Hu Qili en chino, 胡启立 (Yulin, 6 de octubre de 1929) es un expolítico de alto rango del Partido Comunista Chino (PCCh). Fue miembro del Buró Político del Comité Central del Partido Comunista de China y miembro de su Secretaría entre 1987 y 1989. En 1989, fue purgado debido a su simpatía hacia los estudiantes de las protestas de la Plaza de Tiananmen de 1989 y su apoyo al Secretario General Zhao Ziyang. Sin embargo, pudo volver a la política en 1991. En 2001, fue nombrado presidente de la Fundación Soong Ching-ling.

## Biografía
Hu nació el 6 de octubre de 1929 en Yulin, provincia de Shaanxi. En 1946, fue admitido en la Universidad de Pekín para obtener una especialización en física. En 1948 ya la edad de 19 años, Hu se unió al PCCh. Cuando se fundó la República Popular China en 1949, Hu cambió sus estudios para centrarse en la política.
De 1951 a 1956, Hu fue secretario del Comité de la Liga de la Juventud Comunista de la Universidad de Pekín. De 1956 a 1966, se desempeñó como presidente de la Federación de Estudiantes de China. En 1958, a Hu se le concedió una audiencia con el presidente Mao Zedong.
Durante la Revolución Cultural, Hu comenzó a trabajar en los niveles inferiores de las escuelas de cuadros del 7 de mayo. De 1972 a 1977 fue subsecretario del Comité del Partido Comunista del condado de Ningxia, subsecretario del Comité del Partido Comunista del distrito de Guyuan y director de la oficina del Comité del Partido de la Región Autónoma Hui de Ningxia.
Después de la Revolución Cultural fue vicepresidente de la Universidad de Tsinghua. De 1978 a 1980, Hu fue miembro del Secretariado del Comité Central de la Liga Juvenil Comunista y presidente de la federación juvenil de China. De 1980 a 1982, fue secretario del partido y alcalde de Tianjin. De 1982 a 1987 fue director de la Oficina General, miembro del Secretariado y miembro del Buró Político del Comité Central del PCCh. De 1987 a 1989, Hu fue miembro del Comité Permanente, el Buró Político y la Secretaría del Comité Central del PCCh.
Protestas en la plaza de Tiananmen
El 15 de abril de 1989, tras la muerte del exsecretario general Hu Yaobang, los estudiantes universitarios de Pekín comenzaron a reunirse en la plaza de Tiananmen para protestar. Este fue el comienzo del Movimiento Democrático de Tiananmen. El secretario general Zhao Ziyang pensó que el gobierno debería hablar con los estudiantes que protestaban. Como miembro del Comité Permanente del Buró Político del Comité Central del PCCh y miembro del Secretariado del Comité Central del PCCh, Hu fue puesto a cargo de la propaganda. Hu siguió las instrucciones de Zhao y comenzó una política de propaganda de apertura y tolerancia al involucrar a los estudiantes en el diálogo.
El 29 de abril de 1989, el Diario del Pueblo publicó un editorial titulado Manténgase estable, mantenga la situación general. Hu comentó que los estudiantes de Beijing habían comenzado a actuar razonablemente y que el gobierno chino necesitaba ofrecer noticias más precisas a los estudiantes. También consideró que se debe informar con precisión y sin desinformación sobre el movimiento estudiantil. Hu también estuvo de acuerdo con el discurso de Zhao Ziyang. El 3 de mayo de 1989, Zhao pronunció un discurso para conmemorar el 70 aniversario del Movimiento del Cuatro de Mayo. En él, afirmó que los estudiantes de Beijing amaban a China y pidió continuar las conversaciones con los líderes estudiantiles.
El 19 de mayo de 1989, hubo una reunión vespertina para informar al Comité Permanente. Zhao se negó a aceptar la orden de instituir la ley marcial propuesta por el primer ministro Li Peng. De todos los miembros del Comité Permanente, solo dos se opusieron a la ley marcial: Zhao y Hu. Esto inició el cambio del futuro político de Hu.
El Cuarto Pleno del decimotercer Comité Central se celebró los días 23 y 24 de junio de 1989. Aprobaron una decisión tomada dos días antes en una reunión del Politburó de despojar a Hu y Zhao, así como a Rui Xingwen y Yan Mingfu de sus cargos en el partido. Durante un período de tiempo, Hu estuvo acabado en política en China.

## Trayectoria
En 1991, Hu volvió a la política y fue nombrado viceministro y miembro del Grupo de Miembros Dirigentes del Partido del Ministerio de Construcción de Maquinaria e Industria Electrónica. De 1993 a 1998, fue ministro del Ministerio de Construcción de Maquinaria e Industria Electrónica.
En 1998, Hu fue elegido vicepresidente de la Conferencia Consultiva Política del Pueblo Chino. Tenía el mandato de restaurar el trato político adecuado de los líderes del partido y el estado. Por convención, las personas que ocupan cargos de vicepresidentes de la APN, vicepresidente de la CCPPCh o superiores se denominan "Líderes del Partido y el Estado" (党和国家领导人) en los medios oficiales. Fue nombrado presidente de la Fundación China Soong Ching Ling en 2001, que se ocupa de las organizaciones benéficas y los proyectos de bienestar chinos. Hu se retiró de su cargo en marzo de 2003.
El 23 de noviembre de 2007 el gobierno español le concede la Gran Cruz de la Orden del Mérito Civil a Hu Qili, que en ese momento era presidente chino del Foro España-China, a propuesta del Ministro de Asuntos Exteriores y de Cooperación, Miguel Ángel Moratinos.
Importancia
Hu Qili era conocido en la década de 1980 por ser el campeón del programa de reforma económica del país. Después de que Deng Xiaoping regresara al gobierno en 1978, Hu comenzó a ascender rápidamente. Hu también fue visto una vez como un futuro candidato potencial para Secretario General ( líder del partido ). Después de 1987, Hu fue miembro del Comité Permanente del Buró Político del Comité Central del PCCh, aparentemente fue purgado debido a sus simpatías por los estudiantes que llevaron a cabo las protestas de la Plaza de Tiananmen y se opuso al uso de la fuerza armada para reprimir a los estudiantes y al público.

## Reconocimientos
- 2007 Gran Cruz de la Orden del Mérito Civil[15]